# David Cutler (Ökonom)
David Matthew Cutler (* 1965 in Cleveland, Ohio) ist ein US-amerikanischer Wirtschaftswissenschaftler und Hochschullehrer.

## Werdegang, Forschung und Lehre
Cutler studierte an der Harvard University, die er 1987 mit dem akademischen Grad eines Artium Baccalaureus in Richtung MIT verließ. Dort graduierte er 1991 als Ph.D. in Wirtschaftswissenschaften.
Anschließend kehrte Cutler nach Harvard zurück, wo er zunächst als Assistant Professor und ab 1995 als Associate Professor wirkte. 1997 wurde er als ordentlicher Professor der wirtschaftswissenschaftlichen Fakultät und der Kennedy School of Government der Hochschule berufen. 2005 übernahm er die Otto-Eckstein-Professur an der Lehranstalt.
Cutlers Schwerpunkt in Forschung und Lehre liegt in den Bereichen Gesundheitsökonomie und der Ökonomie der öffentlichen Hand. Hierzu publizierte er zu verschiedenen Themenbereichen, insbesondere zu den Kosten und Aufwendungen für das Gesundheitssystem als Ganzes. Dabei machte er sich auch außerhalb des universitären Rahmens einen Namen und gehörte sowohl bei Präsident Bill Clinton als auch bei den Wahlkämpfen von Bill Bradley und John Kerry zu den wichtigsten Beratern. 2008 holte ihn auch Barack Obama in seinen Beraterkreis für die Präsidentschaftskandidatur. In den Diskussionen um die Reform des US-amerikanischen Gesundheitssystems 2010 und die anschließende Verfassungsklage meldete er sich regelmäßig zu Wort.
Zudem ist er seit 2007 Mitglied der American Academy of Arts and Sciences. Von 1996 bis 1998 war er Sloan Research Fellow. 2024 erhielt Cutler den William B. Graham Prize for Health Services Research.

## Werke
Die folgende Auflistung gibt von Cutler veröffentlichte Bücher wieder, zudem hat er zahlreiche Zeitschriftenartikel und Arbeitspapiere verfasst.
- mit Edward Glaeser: Survival of the City: Living and Thriving in an Age of Isolation. John Murray, London 2021, ISBN 978-1-5293-6432-3.
- als Herausgeber mit David Wise: Health at Older Ages: The Causes and Consequences of Declining Disability Among the Elderly. 2009.
- Your Money Or Your Life: Strong Medicine for America's Health Care System. 2004.
- als Herausgeber: The Changing Hospital Industry: Comparing Not-for-Profit and For-Profit Hospitals. 1999.
- als Herausgeber mit Ernst Berndt: Medical Care Output and Productivity. 2001.
- als Herausgeber mit Alan Garber und ab 2006 Dana Goldman: Frontiers in Health Policy Research. Volume 6 bis Volume 10, 2003 bis 2007.